# Salcete

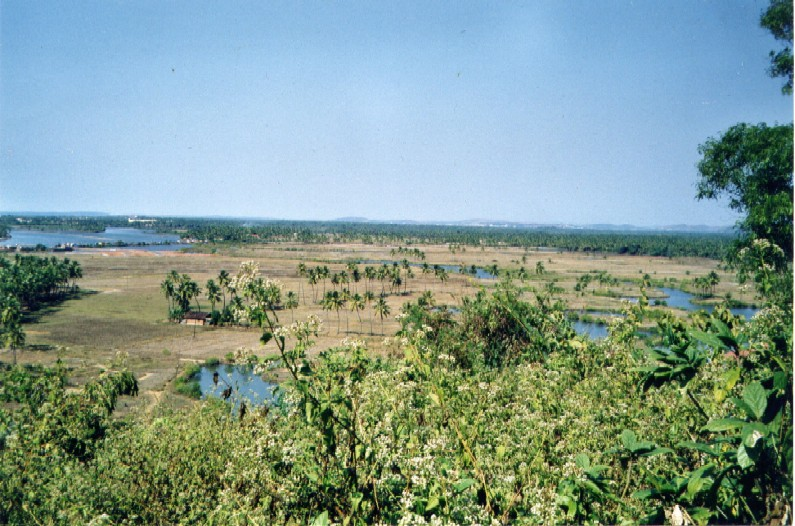
Salcete bei Cavelossim, Fluss Sal

Salcete ist eine Taluka (Verwaltungseinheit) im indischen Bundesstaat Goa (im Distrikt South Goa).
Der Name geht einer lokalen Legende zufolge auf die Tatsache zurück, dass etwa 1000 v. Chr. 96 Brahmani-Familien (Saraswats) an die Konkani-Küste kamen, davon 66 in das Gebiet von heutigem Salcete, wo sie sich niederließen; im Sanskrit heißt 66 sassast, aus dem sich der Name Salcete ableiten soll.
Die größte und zugleich auch Wirtschafts- und Verwaltungsmetropole der Region ist Margao mit knapp 78.000 Einwohnern (2007), ferner gibt es noch die Siedlungen (comunidades) Raia, Loutolim, Curtorim, Verna, Benaulim und Cavelossim.